# Josef Styx
Josef Styx (23. října 1919 Moravský Krumlov – 10. března 2015 Brno) byl účastník protinacistického odboje a politický vězeň. Jako člen protifašistické odbojové organizace Hnutí slovanské domoviny byl zatčen a vězněn ve vězení v Breslau (dnes Wrocław, česky Vratislav).

## Odboj
Josef Styx studoval na Státním vojenském reformním reálném gymnáziu v Moravské Třebové. Po okupaci byla škola zrušena a Styx odešel do Brna, kde pracoval jako technický úředník na železnici a stal se členem Hnutí slovanské domoviny vedeného Vlastislavem Kroupou. Styx využil své práce na dráze k různým odbojovým činnostem. Sypal vlakům písek do nádrží s olejem, aby se kola soupravy zadřela, nebo v noci dával do odstavených vlaků protinacistické letáky rozmnožené na cyklostylu.

## Vězení
Dne 14. 5. 1943 byl Styx zatčen gestapem, vyslýchán v Kounicových kolejích a následně poslán do Vratislavi, kde byl odsouzen ke třem letům vězení. Později byl přidělen na práci v továrně, kde se vyráběly motorové skříně do tanků. Při leteckém náletu využil společně se svým kamarádem Leopoldem Fasorou příležitost k útěku. Útěk byl neplánovaný a ve vezeňských šatech byli brzy zatčeni. Brzy na to byl již v květnu 1945 osvobozen příchodem Rudé armády.

## Poválečná činnost
Po válce se zasloužil o vznik Pamětní síně v Kounicových kolejích, kde přednášel o svých zážitcích z války a z odbojové činnosti. Publikoval několik článků pro spolek Českého svazu bojovníků za svobodu a přispěl i do sborníku Moravského zemského muzea „Morava v boji proti fašismu“. V 92 letech vydal knihu „Zapadalo slunce nad Breslau naposledy“. Jeho poslední kniha zůstala nedokončena.

## Dílo
- STYX, Josef. Zapadalo slunce nad Breslau naposledy. Brno: Šimon Ryšavý, 2011. 275 s. ISBN 9788073540999.
- STYX, Josef. Morava v boji proti fašismu II. (II. sborník statí, vzpomínek a dokumentů) Brno : Moravské zemské muzeum v Brně, 1990. Hnutí slovanské domoviny na Brněnsku. s. 141-176.